# Fria Media
Fria Media var ett radionätverk som sände över medelstora städer i Svealand och Götaland. Huvudkontoret låg i Jönköping.
Fria Medias inriktning var att driva radiostationer med regional prägel, och hade därför inte centraliserade sändningar utan varje kanal sände egenproducerat material. Flera av nätverket radiostationer ägdes bara till en viss del av Fria Media, medan resten ägdes av lokala intressenter. Flera av stationerna hade en lokal tidning som delägare. Stationernas namn varierade, men flera av Fria Medias stationer kallades för Radio Match.
Fria Media köptes av SBS Broadcasting Group, som använde frekvenserna för att utöka sitt radionätverk Mix Megapol. Produktionen hos radiostationerna lades ned och de olika varumärkena upphörde att användas. De övriga delägarna i de enskilda radiostationerna kände sig tvingade att också sälja. 

## Stationer i nätverket
- Radio Match 104,7 Karlskrona (nuvarande Mix Megapol 104,7 Karlskrona)
- Radio Match 105,4 Kalmar (nuvarande Mix Megapol 105,4 Kalmar län)
- Radio Match 105,5 Borås (nuvarande Mix Megapol 105,5 Borås)
- Radio Match 105,1 Jönköping (nuvarande Mix Megapol 105,1 Jönköping)
- Radio Match 104,6 Västra Småland (nuvarande Mix Megapol 104,6 Värnamo)
- Gold FM (nuvarande Lugna Favoriter 104,9 Norrköping)
- Hit FM Växjö (nuvarande Mix Megapol 105,8 Växjö)
- Hit FM Gold (nuvarande Gold 102,4 i Växjö)
- Radio City 105,4 Karlstad (nuvarande Mix Megapol 105.4 Karlstad)
- Radio Stella (nuvarande Mix Megapol 106,0 Helsingborg)